# Vitalij Lazarevič Ginzburg
Vitalij Lazarevič Ginzburg (rusky: Виталий Лазаревич Гинзбург) (4. října 1916, Moskva, Rusko – 8. listopad 2009, Moskva) byl sovětský a ruský fyzik a astronom. V roce 1994 byl vyznamenán Wolfovou cenou za fyziku a v roce 2003 byl oceněn Nobelovou cenou za fyziku za přínos v oblasti supravodičů.